# Vacaciones en Acapulco
Vacaciones en Acapulco es una saga de tres episodios especiales escritos por Roberto Gómez Bolaños para la serie mexicana de televisión El Chavo del 8.
La trilogía de capítulos fue grabada en mayo de 1977, y transmitida originalmente entre mayo y junio de ese mismo año, con una primera repetición entre diciembre de 1978 y enero de 1979.
Concretamente, esta trilogía de episodios conforman los capítulos 38 y 39 de la temporada 6 y culminan en la séptima temporada con el primer episodio de esta.

## Historia
A principios de 1977 el dueño de Televisa, Emilio Azcárraga Milmo, compra un lujoso hotel en Acapulco, el Hotel Acapulco Continental, situado en la costa de Acapulco, Guerrero. Es entonces que para promocionarlo él decide que la producción realice episodios especiales.  El equipo de producción reservó buena parte del hotel y grabó los episodios, siendo emitida la trilogía en 1977. Adicionalmente se grabó un episodio de El Chapulín Colorado titulado «Un Chapulín en Acapulco», emitido alrededor de junio de 1977 (episodio N.º 19 de la temporada). 
«Vacaciones en Acapulco» fue la única ocasión que la serie se grabó en exteriores especiales y contó con la totalidad del elenco regular y original de la serie.
A fines del año 1978 el elenco decidió darse un descanso, así que luego del capítulo «Todavía no es hora de clases» se comenzaron a retransmitir episodios de años anteriores, siendo la trilogía de Acapulco parte de estas repeticiones. Para estas retransmisiones se reeditaron los trabajos realizados, conservando la introducción original pero cambiando los créditos finales al estilo que se usaba en los episodios del año 1978. En posteriores repeticiones de la serie El Chavo del 8, se perdió la transmisión original de 1977 y solo quedó la retransmisión de 1978, la cual coincide con el fin de esa temporada y la inicial de 1979. Por ese motivo, se suele pensar erróneamente que los tres capítulos de «Vacaciones en Acapulco» fueron los últimos capítulos grabados de Carlos Villagrán como Quico en el programa.

## Argumento
La primera parte (filmada en la vecindad) empieza cuando el Profesor Jirafales va al departamento de Don Ramón, ya que le confiscó un líquido que sirve para limpiar objetos de plata a la Chilindrina. El Profesor Jirafales le comenta que sospecha que la Chilindrina lo robó; esta sospecha aumenta cuando Don Ramón se da cuenta de que un billete de 20 pesos desapareció de su escritorio. Más tarde, la Chilindrina le explica a su padre que en realidad tomó ese dinero para comprar dicho líquido, ya que con la compra de este producto se otorgaba un boleto para una rifa de un viaje todo pagado a un hotel de Acapulco para dos personas.
La Chilindrina gana la rifa y se va con su padre al viaje. Doña Clotilde, por su parte, cuando se da cuenta decide ir junto con Don Ramón a vacacionar a ese lugar. Doña Florinda se siente ofendida de que «la chusma» vaya a Acapulco, así que también decide ir junto con su hijo Quico. El Profesor Jirafales, al enterarse de que Doña Florinda irá, va a sacar sus ahorros del banco y también se une al grupo.
Al final, la Chilindrina se despide del Chavo, y Chavo se queda solo en la vecindad, juega triste caminando lentamente. Unos minutos después el Señor Barriga llega como de costumbre para cobrar la renta, pero El Chavo tira su juguete en la cabeza de Señor Barriga, y luego de enterarse de que no hay nadie ya que todos se fueron a Acapulco, también se convence de irse de vacaciones. El Señor Barriga al ver con lástima que el Chavo triste se quedó solo y que su hijo Ñoño se encuentra de campamento con los Boy Scouts, ofrece llevarlo y el Chavo emocionado, acepta y juntos se van a su hotel favorito de Acapulco, que es el mismo donde se encuentran todos los demás.
Los dos episodios restantes (grabados en Acapulco) no tienen una trama propiamente definida, en donde aparecen las travesuras de los niños en el hotel y la playa, así como algunos sketches cómicos sueltos, sin relación alguna entre sí, aunque también con características diarias de lo que sucede entre los personajes en la vecindad, que forman los episodios completos. Al final de la trilogía, el Chavo canta la canción «Buenas noches vecindad» (que luego lo canta 5 años después en 1982 dentro de la vecindad), acompañado de todos los personajes en torno a una fogata en la playa, durante el atardecer.

## Reparto
- Roberto Mario Gómez Bolaños como El Chavo
- Carlos Villagrán como Quico.
- Ramón Valdés como Don Ramón.
- Florinda Meza como Doña Florinda.
- Rubén Aguirre como El Profesor Jirafales.
- Edgar Vivar como El Señor Barriga.
- María Antonieta de las Nieves como La Chilindrina.
- Angelines Fernández como Doña Clotilde.
- Horacio Gómez Bolaños como un mesero del Hotel Acapulco Continental. Es el primero de dos capítulos en donde interpreta un papel diferente al de Godínez, mientras que el segundo y último sería el mesero de la fonda (posterior restaurante de Doña Florinda) en el capítulo «El cumpleaños del Profesor Jirafales».